# Liste der Kulturdenkmale in Kiel-Meimersdorf
In der Liste der Kulturdenkmale in Kiel-Meimersdorf sind alle Kulturdenkmale des Stadtteils Meimersdorf der schleswig-holsteinischen Landeshauptstadt Kiel aufgelistet (Stand: 10. März 2025).
Die Bodendenkmale sind in der Liste der Bodendenkmale in Kiel aufgeführt.

## Legende
In den Spalten befinden sich folgende Informationen:
- Objekt-ID: die Nummer des Kulturdenkmales
- Lage: die Adresse des Kulturdenkmales und die geographischen Koordinaten. Kartenansicht, um Koordinaten zu setzen. In der Kartenansicht sind Kulturdenkmale ohne Koordinaten mit einem roten Marker dargestellt und können in der Karte gesetzt werden. Kulturdenkmale ohne Bild sind mit einem blauen Marker gekennzeichnet, Kulturdenkmale mit Bild mit einem grünen Marker.
- Offizielle Bezeichnung: Bezeichnung des Kulturdenkmales
- Beschreibung: die Beschreibung des Kulturdenkmales
- Bild: ein Bild des Kulturdenkmales

## Bauliche Anlagen
| Objekt-ID | Lage                                           | Offizielle Bezeichnung | Beschreibung | Bild            |
| --------- | ---------------------------------------------- | ---------------------- | --- | --------------- |
| 8468      | Am Dorfplatz 32 (54° 16′ 28″ N, 10° 6′ 48″ O)  | ehem. Räucherkate      | Alteintragung (Aktualisierung vorgesehen) - Begründung: geschichtlich, städtebaulich - Schutzumfang: gesamtes Objekt - Denkmaltyp: Bauliche Anlage    | Fotos hochladen |
| 3237      | Meimersdorfer Weg (54° 17′ 8″ N, 10° 5′ 56″ O) | Granitquaderbrücke     | Alteintragung (Aktualisierung vorgesehen) - Begründung: geschichtlich, wissenschaftlich - Schutzumfang: gesamtes Objekt - Denkmaltyp: Bauliche Anlage | Fotos hochladen |

## Gründenkmale
| Objekt-ID | Lage                                       | Offizielle Bezeichnung  | Beschreibung | Bild                             |
| --------- | ------------------------------------------ | ----------------------- | --- | -------------------------------- |
| 10658     | Am Dorfplatz (54° 16′ 29″ N, 10° 6′ 41″ O) | Meimersdorfer Dorfanger | Alteintragung (Aktualisierung vorgesehen) - Begründung: geschichtlich, Kulturlandschaft prägend - Schutzumfang: Meimersdorfer Dorfanger, Baumkranz mit Linden, Solitär Eiche, westlicher Teich, östlicher Teich - Denkmaltyp: Gründenkmal | weitere Fotos \| Fotos hochladen |

## Quelle
- Liste der Kulturdenkmale in Schleswig-Holstein – Landeshauptstadt Kiel (PDF)

- Karte mit allen Koordinaten:
- OSM |
- WikiMap